# Oriolus chinensis
La oropéndola china (Oriolus chinensis) es una especie de ave paseriforme de la familia Oriolidae que vive en Asia. Existen varias poblaciones distintas a lo largo de su amplia área de distribución y en el pasado se incluía a la oropéndola picofina (Oriolus tenuirostris) entre sus subespecies. Se diferencia de la oropéndola europea que solo tiene una estrecha lista loral negra por su ancha banda negra que va desde la base del pico a través de los ojos y se une en la nuca. Los machos y las hembras tienen un aspecto similar, aunque la parte superior de las alas de las hembras es más verdosas. Su pico es rosado y más robusto que el de la oropéndola europea.

## Descripción

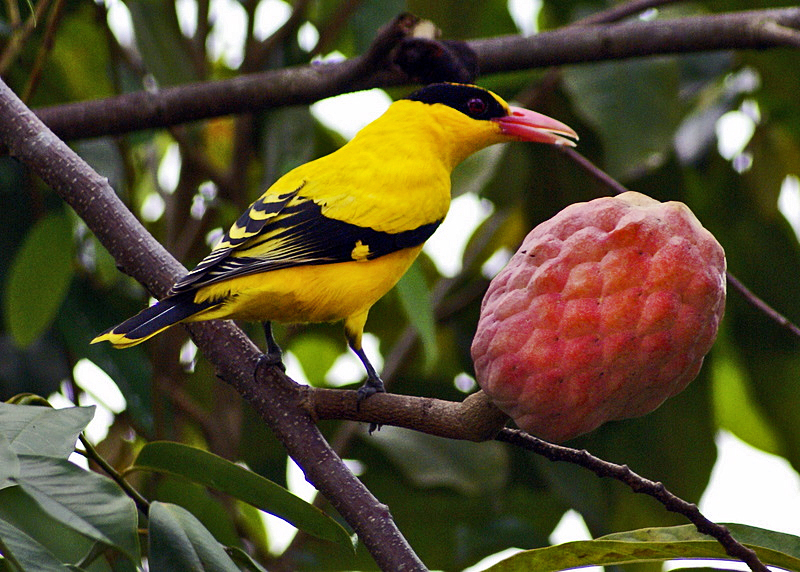
Macho maculatus en Selangor (Malasia).

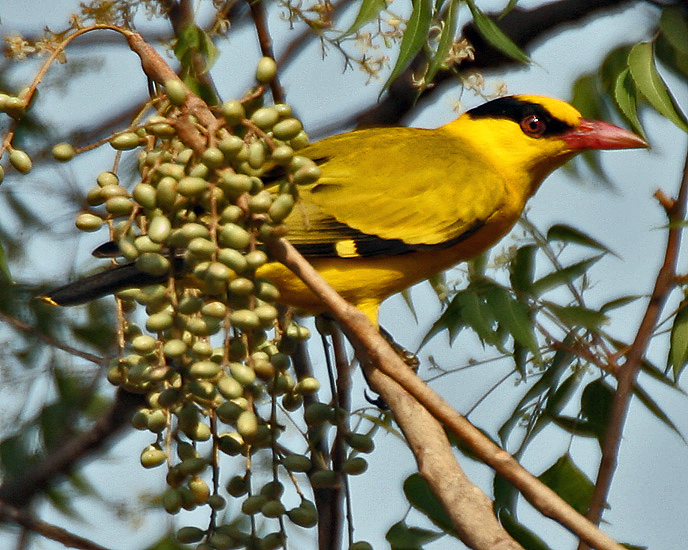
Hembra diffusus en Hyderabad (India).

La oropéndola china es un ave de tamaño medio con el plumaje en su mayor parte amarillo, con el pico rosa y un ancho antifáz negro que llega hasta la nuca, también tiene negras las plumas primarias y secundarias y la mayor parte de la cola. Los machos adultos tienen las plumas centrales de la cola con las puntas amarillas y las laterales con mayor parte amarilla. Las hembras tienen la parte superior de las alas verdosa. Los juveniles tienen las partes inferiores moteadas. Los polluelos son de un verdoso apagado con vetas pardas. Su cabeza y nuca son más amarillentas y las coberteras de la parte inferior de la cola son amarillas. Existen variaciones en la extensión del color negro y la intensidad del amarillo en el plumaje de las distintas subespecies.
La subespecie diffusus cría en China y se desplaza hasta la India durante el invierno, principalmente en la parte noreste de la región peninsular. Las poblaciones de las islas Andamán y Nicobar es sedentaria. La subespecies de Andamán, O. c. andamanensis tiene la totalidad de las alas negras, mientras que O. c. macrourus de Nicobar tiene una banda muy ancha en la nuca de forma que queda muy poco amarillo en la parte superior de la cabeza. Sus alas son prácticamente negras con una mancha amarilla en las coberteras primarias. Los cantos de las subespecies de Andaman y Nicobar son diferentes siendo el de la última más modulado. La historia evolutiva de este grupo de oropéndolas es complejo y podría haber alguna especie críptica más. En las poblaciones del sureste de Asia existe la tendencia a la reducción del amarillo de la frente y al descenso de la intensidad del color amarillo del plumaje a medida que se avanza de norte a sur. Las hembras de las poblaciones del sur tienen la espalda y la cola más verdosas y no tienen motas amarillas en las puntas de las secundarias como las poblaciones del norte.
Su llamada corriente es un miaa nasal y su canto (diffusus) es un iwii wii wii-liow.

## Distribución y hábitat

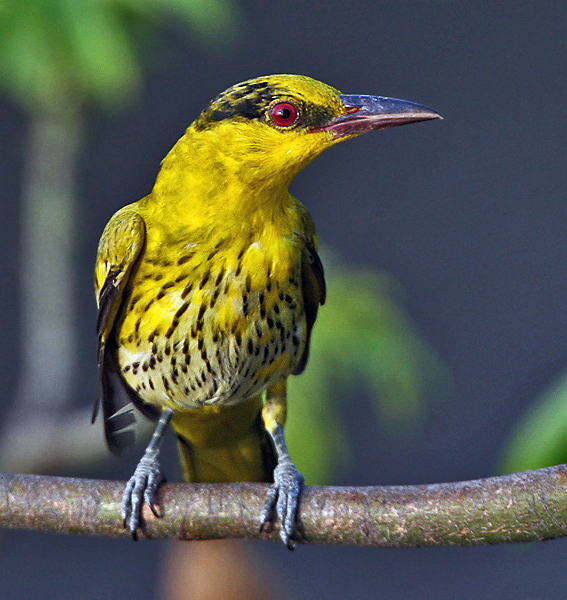
Inmaduro en Kolkata, Bengala Occidental, India.

Los machos se diferencian geográficamente por la extensión del negro de su cabeza, alas y cola.

La oropéndola china se encuentra en los bosques, plantaciones y jardines del este y sur de Asia. Se alimenta de frutos e insectos en las copas de los árboles. La subespecie diffusus cría en el este de Siberia, Ussuriland, el noreste de China, Corea y el norte de Vietnam y pasa el invierno en Tailandia, Birmania y partes de la India. T. C. Jerdon describió un ave en la región Malabar que identificó como Oriolus indicus y ahora se considera que es Oriolus chinensis diffusus. Oriolus chinensis invisus se encuentra en el sur de Annam. La subespecie nominal es propia de las Filipinas. Se han descrito varias subespecies insulares como suluensis (Joló), melanisticus (Talaud), formosus (Sangihe), frontalis (islas Sula), sangirensis (islas Sangihe), saani (Molucas), mundus (Simalur), sipora (Sipura), richmondi (Siberut y Pagi), insularis (Kangean), broderipii (Lombok, Sumba, Sumbawa, Flores y las islas Alor), lampochryseus (Masalembo y islas Keramian), oscillans (islas Tukangbesi), boneratensis (islas Bonerate, Djampea y Kalao), maculatus (Pulau Ujong, Sumatra, Billiton, Bangka, Nias, Java, Bali y Borneo), yamamurae (Filipinas centrales y meridionales, a veces considerada idéntica a la nominal), celebensis (norte de Célebes) y macassariensis (sur de Célebes). Las subespecies están relacionadas cercanamente y el grupo forma un clado con la oropéndola europea y la oropéndola india.
Las poblaciones que crían en el este de Asia pasan el invierno en regiones tropicales del sureste asiático. La subespecie diffusus además migra ocasionalmente a muchas partes del sur de la India y es vista más regularmente en los Ghats Occidentales. En Singapur se cree que crían solo desde los años 1920 y actualmente son comunes incluso en los jardines de la ciudad. Mientras que en los años 1880 se consideraban raras.

## Comportamiento

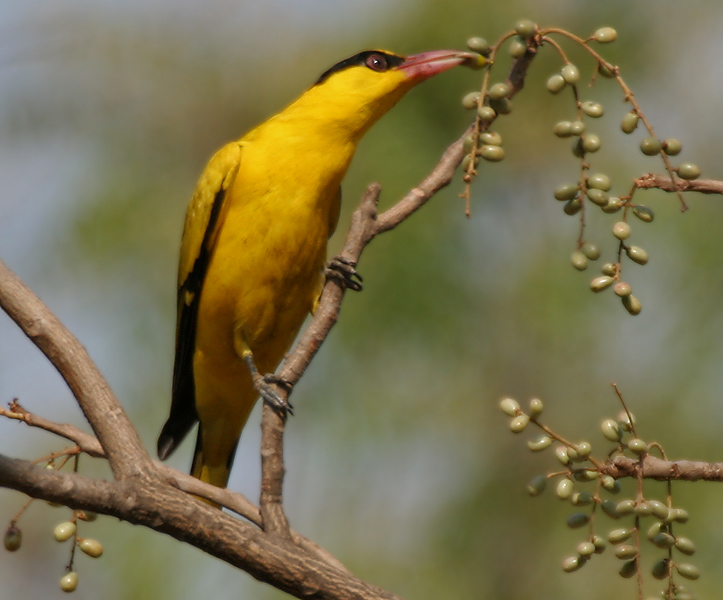
La oropéndola china se alimenta de frutos e insectos.

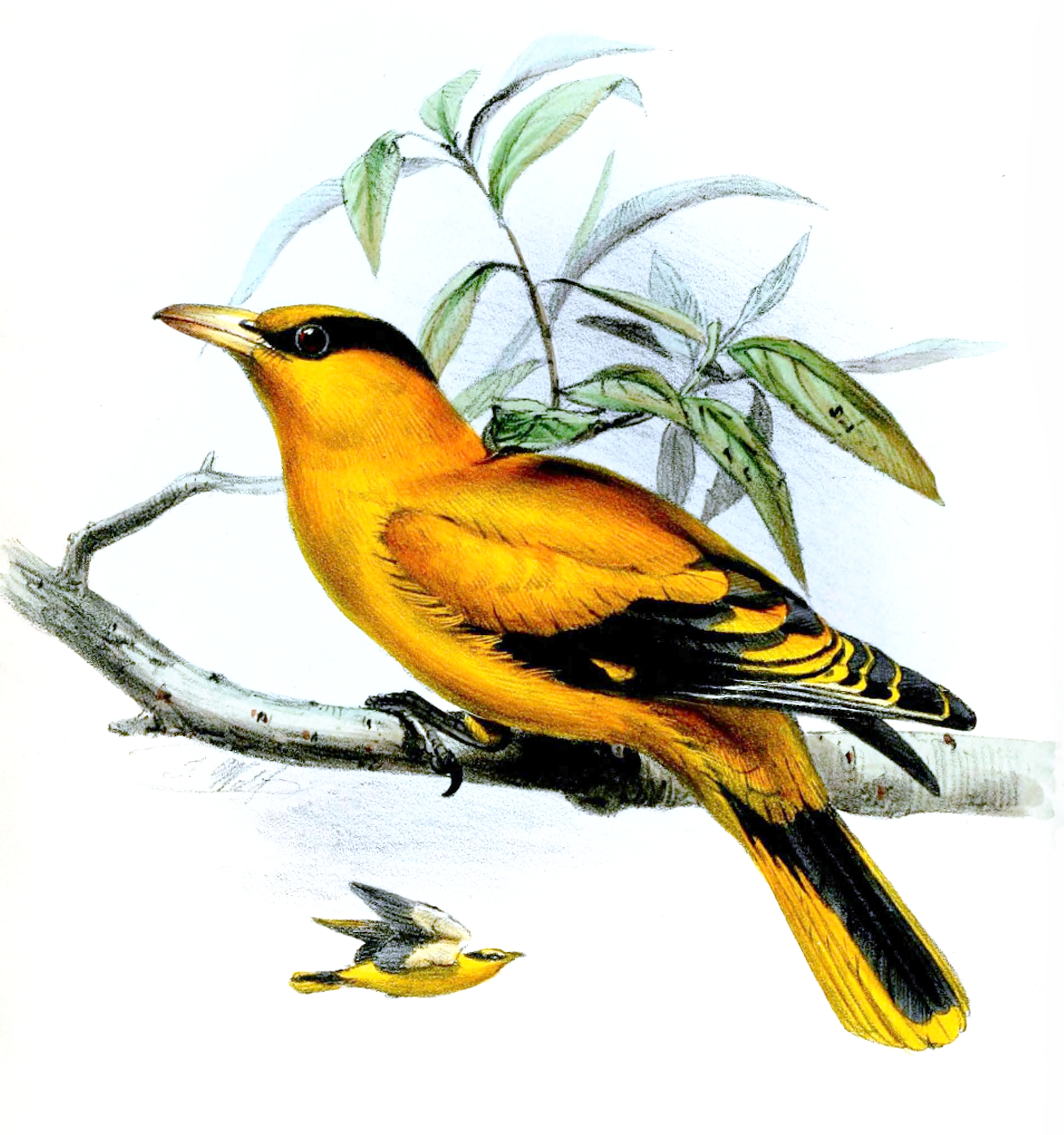
O. c. broderipii, ilustración de 1850.

Se ha registrado que las oropéndolas chinas se alimentan de una gran variedad de frutos como los del Trema orientalis y Ficus, entre otros, y también de insectos. Se ha sugerido que contribuyeron a la dispersión de las especies de Ficus en la isla de Krakatoa donde se establecieron entre las primeras especies colonizadoras. En India se ha observado que consumen néctar de las flores grandes como las Salmalia y Erythrina. A veces pueden depredar en los nidos atrapando polluelos pequeños.
Su época de cría es de abril a junio (enero–marzo en las Nicobar) y su nido tiene forma de cuenco profundo que sitúan en la base de las ramas de los árboles. La puesta consta de dos o tres huevos, de color salmón salpicados con motas rojizas y manchas más oscuras. Con frecuencia construyen su nido en las proximidades del nido de un drongo real. Las hembras pueden construir dos o tres nidos y finalmente eligen uno de ellos para poner los huevos. Los machos a veces se posan junto a los nidos desechados. La incubación es realizada solo por la hembra. Los huevos eclosionan tras 14 o 16 días, y los polluelos tardan dos semanas más en desarrollarse. Las hembras se mantienen cercanas al nido, contribuyen a su limpieza llevándose los sacos fecales de los polluelos, ahuyentan a los depredadores y alimentan a los pollos. Los machos desempeñan un papel más activo en la alimentación y guarda. El gorrión molinero y el bulbul negro a veces pueden aprovechar sus nidos abandonados. Entre los depredadores que pueden atacar sus nidos se encuentran los cuervos, las urracas y las rapaces. En muchas partes del sudeste asiático son capturadas y vendidas como mascotas.